# Bordjesroute
De Bordjesroute is een "historische" wandeling door Duivendrecht. De route is met terugwandeling ongeveer vier kilometer lang en laat de historische gebouwen in het dorp onder de rook van Amsterdam zien. De route begint bij de Sint Urbanuskerk bij het kerkplein aan het Duivendrechtstation en eindigt aan de kade bij de grens van Amsterdam en Diemen. Op alle gebouwen en gebieden van de route staan bordjes met informatie, de route wordt gesponsord door de Rabobank. De route is met een gids maar ook individueel te lopen.